# Río Peuco (Angostura)
El río Peuco es un curso natural de agua que nace en la zona precordillerana de la Región de O'Higgins y fluye hasta la confluencia con el río San Francisco para dar origen al río Angostura, en la cuenca del río Maipo.

## Trayecto
Nace en la cordillera de los Andes (4212 m), fluye hacia el oeste por 5 km. Sigue a través de un valle encajonado hasta que llega al plano del valle central formando un amplio cono de deyección. Durante sus esporádicas crecidas, sus aguas siguen unas u otras de las líneas de pendientes de mantos del cono. Esta variabilidad es la causa de que a veces por lo menos una parte de sus aguas fluyan Hasta la confluencia con el río San Francisco o estero Codegua para formar el río Angostura en la comuna de Mostazal.
En su confluencia con el río San Francisco (Angostura) nace el río Angostura.
Como se puede ver en mapa de ubicación, la hoya del río pertenece administrativamente a la Región de O'Higgins.

## Caudal y régimen
El caudal del río Peuco tiene un régimen preferentemente pluvial, y también recibe parte de su caudal de aguas subterráneas.

## Historia
Luis Risopatrón lo describe en su Diccionario jeográfico de Chile (1924) como un estero:: 838 
Peuco (Estero de). 33° 56' 70° 38' Tiene su nacimiento en los altos cerros del mismo nombre, corre al W, riega un valle feraz i se vácia en la márjen E del estero de La Angostura, del rio Maipo. 61, 1850, p. 456; i 156.